# Aethriamanta
Genre
Aethriamanta est un genre d'insectes de la famille des Libellulidae appartenant au sous-ordre des anisoptères dans l'ordre des odonates. Il comprend six espèces. 

## Espèces du genreAethriamanta
- Aethriamanta aethra Ris, 1912[1]
- Aethriamanta brevipennis (Rambur, 1842)
- Aethriamanta circumsignata Selys, 1897
- Aethriamanta gracilis (Brauer, 1878)
- Aethriamanta nymphaeae Lieftinck, 1949
- Aethriamanta rezia Kirby, 1889